# Niqmi-Epuh
Niqmi-Epuh (... – 1675 a.C.) è stato il sesto sovrano di Yamhad (Aleppo), succeduto al padre Abba-El I.

## Biografia

### Regno

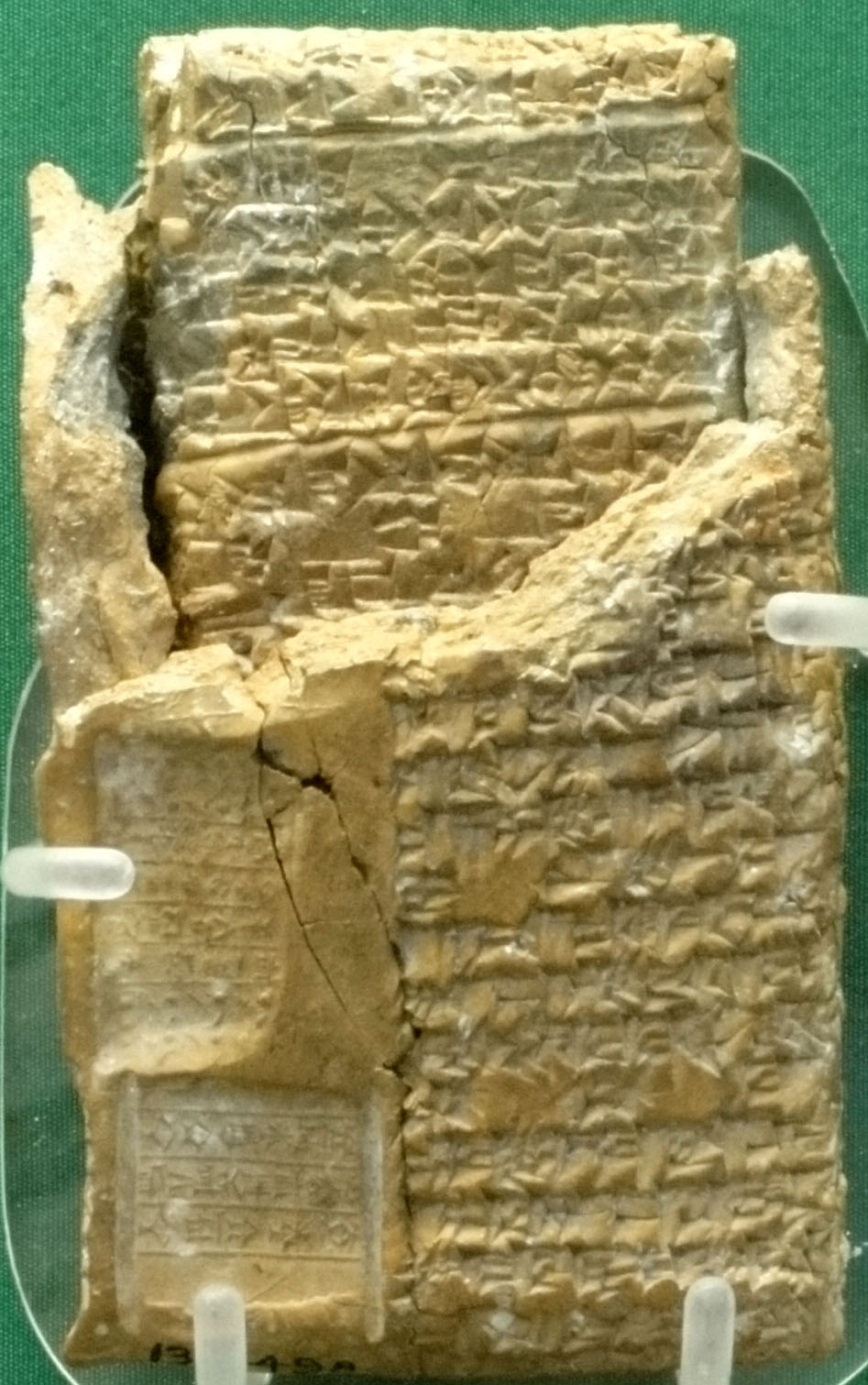
Trattato legale di Niqmi-Epuh al re di Alalakh nei confronti dell'eredità delle due casate

Dati gli scarsi scavi archeologici di Aleppo, la conoscenza questo re proviene principalmente dalle tavolette scoperte ad Alalakh. La sua esistenza è confermata da un certo numero di tavolette con iscritto il suo sigillo.
Yarim-Lim, re di Alalakh, zio di Yarim-Lim II e vassallo di Yamhad, morì durante il regno di Niqmi-Epuh, e gli succedette il figlio Ammitakum, che iniziò ad asserire la semi-indipendenza di Alalakh.
Le tavolette menzionano lo status votivo di Niqmi-Epuh, che si era offerto come fedele al dio Hadad e lo pose nel Tempio della divinità stessa. La tavoletta AlT*11 informa del suo ritorno da Nishin, un posto prima ignoto ma certamente dentro il territorio di Yamhad, dato che la tavoletta sembra riferire a un viaggio e non ad una campagna militare.
L'atto più noto di Niqmi-Epuh fu comunque la conquista di Arazik, vicino a Charchemish, la cui caduta fu importante al punto di essere adatto per la datazione di diversi casi legali.

#### Sigillo di Niqmi-Epuh
Il sigillo di Niqmi-Epuh include il suo nome scritto in iscrizioni cuneiformi. Il re è ritratto con addosso una corona, e di fronte a due dee, una in vesti siriane, e l'altra in vesti babilonesi.

### Morte e successione
Niqmi-Epuh morì nel 1675 a.C. circa. Sembra aver avuto non pochi figli, di cui il successore (immediato) fu Irkabtum, seguito dal principe Abba-El, e possibilmente Yarim-Lim III. Hammurabi III, l'ultimo re prima della conquista ittita, sarebbe stato anche lui suo figlio.